# Нефтекумск
Нефтекумск (рус. Нефтекумск) град је у Русији у Ставропољском крају.

## Становништво
| 1959. | 1970.  | 1979.  | 1989.  | 2002.  | 2010.  |
| ----- | ------ | ------ | ------ | ------ | ------ |
| 1.700 | 14.626 | 20.248 | 22.092 | 27.395 | 27.687 |